# Aquinnah (Massachusetts)
Aquinnah é uma cidade localizada na ilha de Martha's Vineyard, em Massachusetts, Estados Unidos. Até 1997, a cidade se chamava Gay Head. A população era de 492 pessoas de acordo com o censo americano de 2018. É conhecida por suas belas falésias de argila e serenidade natural tranquila.

## Geografia
Aquinnah encontra-se localizado nas coordenadas 41° 19′ 58″ N, 70° 49′ 22″ O. Segundo a Departamento do Censo dos Estados Unidos, Aquinnah tem uma superfície total de 105.61 km², da qual 13.81 km² correspondem a terra firme e (86.92%) 91.8 km² é água.

## Demografia
Segundo o censo de 2010, tinha 311 pessoas residindo em Aquinnah. A densidade populacional era de 2,94 hab./km². Dos 311 habitantes, Aquinnah estava composto pelo 57.56% brancos, o 1.61% eram afroamericanos, o 26.69% eram amerindios, o 0.32% eram asiáticos, o 0% eram insulares do Pacífico, o 1.93% eram de outras raças e o 11.9% pertenciam a duas ou mais raças. Do total da população o 4.82% eram hispanos ou latinos de qualquer raça.